# Партизанске (окръг)
Партизанске (на словашки: Partizánske) е окръг в Тренчински край, западна Словакия.
Площта му е 301,1 km², а населението – 44 515 души (по преброяване от 2021 г.). Административен център е единственият град в окръга – Партизанске.